# Società Italiana di Biofisica Pura e Applicata

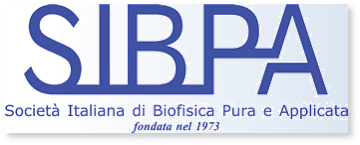
SIBPA - Logo della società.

La Società italiana di Biofisica Pura e Applicata (SIBPA) è un'associazione scientifica che è stata fondata nel 1973 allo scopo di riunire scienziati e accademici italiani con un comune interesse nel campo della biofisica.

## Storia
La Società Italiana di Biofisica Pura e Applicata è stata fondata a Parma nel 1973 tramite sottoscrizione di un atto costitutivo da parte di un gruppo di scienziati: Paolo Cavatorta, Pier Raimondo Crippa, Roberto Favilla, Giorgio Montagnoli e Arnaldo Vecli. La SIBPA prende origine e ispirazione dal lavoro di Antonio Borsellino (a quel tempo ordinario di fisica teorica presso l'Università di Genova) che nel 1961 è stato co-fondatore della International Union of Pure and Applied Biophysics (IUPAB), società organizzatrice di uno dei primi congressi mondiali ufficiali di biofisica a Stoccolma, in Svezia, nel 1961, su iniziativa dell'International Union of Experimental and Theoretical Physics. Il primo Congresso Nazionale della società si è tenuto a Camogli (GE) nel 1973.
In Italia si inizia a parlare di biofisica come di una disciplina vera e propria a partire dagli anni sessanta, grazie al lavoro di scienziati quali Mario Ageno, Adriano Gozzini e il già citato Antonio Borsellino, il quale già nel 1960 propose la fondazione della Società Italiana di Biofisica Pura e Applicata che però, a causa di una serie di impedimenti, fu fondata ufficialmente solo tredici anni più tardi.
Nel 2020 la SIBPA ha stabilito un accordo di collaborazione con la Società Italiana di Fisica (SIF), che dal 1897 rappresenta la comunità scientifica italiana nel panorama internazionale della fisica, allo scopo di favorire la creazione di una rete di relazioni che semplifichi lo scambio di conoscenza e informazioni e di rafforzare la collaborazione tra istituti di ricerca.
La SIBPA è l’unica società scientifica italiana inclusa tra i rappresentanti nazionali all'interno delle associazioni internazionali IUPAB (International Union for Pure and Applied Biophysics) ed EBSA (European Biophysical Societies' Association). La SIBPA appartiene inoltre al comitato organizzatore della Regional Biophysics Conference, la conferenza biennale che raduna scienziati appartenenti alle società di biofisica di numerosi paesi dell'Europa centro-orientale.

## Gestione
La società è amministrata da un consiglio direttivo composto da un presidente in carica, dal presidente uscente e da otto consiglieri eletti ogni due anni in occasione dell'assemblea dei soci. Uno dei consiglieri assume il ruolo di segretario e tesoriere. Il consiglio direttivo si riunisce dietro richiesta del presidente o di almeno tre consiglieri.

## Presidenti
- 1973-1975: Antonio Borsellino (Università di Genova, CNR - Laboratorio di Cibernetica e Biofisica, Camogli (GE), adesso CNR - Istituto di Biofisica, Genova)
- 1975-1977: Franco Conti (CNR - Laboratorio di Cibernetica e Biofisica, Camogli (GE), adesso CNR - Istituto di Biofisica, Genova)
- 1979-1981: Roberto Strom (Università di Roma La Sapienza)
- 1987-1992: Giuliano Colombetti (CNR - Istituto di Biofisica, Pisa)
- 1992-1994: Pier Raimondo Crippa (Università di Parma)
- 1994-1998: Benedetto Salvato (Università di Padova)
- 1998-2000: Giorgio Giacometti (Università di Padova)
- 2000-2004: Franco Gambale (CNR - Istituto di Biofisica, Genova)
- 2004-2008: Pier Luigi San Biagio (CNR - Istituto di Biofisica, Palermo)
- 2008-2012: Silvia Morante (Università di Roma Tor Vergata)
- 2012-2016: Carlo Musio (CNR - Istituto di Biofisica, Trento)
- 2016-2021: Cristiano Viappiani (Università di Parma)
- 2022-2024: Alberto Diaspro (Università di Genova)[9]
- 2024-oggi: Velia Minicozzi (Università di Roma Tor Vergata)

## Attività

### Il Congresso Nazionale
Ogni due anni la SIBPA organizza un Congresso Nazionale durante il quale vengono affrontati vari aspetti della biofisica quali biofisica integrata, biofisica cellulare, biofisica molecolare, sensoristica, nanobiofisica e microscopia avanzata. Gli atti del congresso sono stati regolarmente pubblicati su riviste scientifiche internazionali: European Biophysics Journal (ed. Springer), Biophysical Chemistry (ed. Elsevier) e Biomolecular Concepts (ed. De Gruyter), di cui la società è ufficialmente partner dal 2021. Al congresso nazionale SIBPA hanno partecipato, negli anni, scienziati di fama internazionale tra i quali Stefan Hell (premio Nobel per la chimica nel 2014), Martin Chalfie (premio Nobel per la chimica nel 2008), Catherine A. Royer (ex presidente dalla Biophysical Society statunitense), James Barber, Carlos Bustamante, Ernesto Carafoli, Franco Conti, Enrico Di Cera, Enrico Gratton, Georg Nagel, Gerd Ulrich Nienhaus, Maria Garcia-Parajo, Tullio Pozzan. L'ultimo congresso si è tenuto presso la Sala delle Grida del Palazzo della Borsa di Genova nel 2024.

#### Passate edizioni del Congresso Nazionale
- 1973: Camogli (GE)
- 1976: Siena
- 1979: Parma
- 1981: Perugia
- 1983: Camogli (GE)
- 1985: Lipari  (ME)
- 1987: Viareggio (LU)
- 1990: Marciana Marina (LI)
- 1992: Tabiano Terme (PR)
- 1994: Mondello (PA)
- 1996: Padova
- 1998: Genova
- 2000: Parma
- 2002: Trento
- 2004: Pisa
- 2006: Palermo
- 2008: Roma
- 2010: Arcidosso (GR)
- 2012: Ferrara
- 2014: Palermo
- 2016: Cortona (AR)
- 2018: Ancona
- 2020/21: Parma (online)
- 2022: San Miniato (PI)
- 2024: Genova

### La Scuola di Biofisica Pura e Applicata
Dal 1997 la SIBPA promuove e organizza, congiuntamente con IVSLA (Istituto Veneto di Scienze, Lettere ed Arti) la Scuola Internazionale di Biofisica Pura e Applicata. La scuola si tiene a Venezia ogni anno e tratta temi attuali di interesse nel campo della biofisca.

### Premi e borse di studio
La SIBPA offre regolarmente e su base meritocratica borse di studio e contributi per giovani scienziati che vogliano partecipare ai congressi EBSA, ai meeting della Biophysical Society e al congresso biennale SIBPA. Inoltre attribuisce con cadenza biennale i premi commemorativi descritti di seguito.

#### Premio "Antonio Borsellino"
Il premio Borsellino è intitolato alla memoria del professor Antonio Borsellino, e viene assegnato ad una tesi di dottorato di argomento biofisico discussa o depositata presso una Università italiana nel biennio antecedente alla data del Congresso. Il prof. Antonio Borsellino, uno dei capostipiti della biofisica italiana, è stato il primo presidente della SIBPA, nonché fondatore dell’Istituto di Cibernetica e Biofisica del CNR di Camogli (GE). Le candidature sono valutate da una commissione composta dal consiglio direttivo della società eventualmente affiancato da esperti esterni ed il premio viene assegnato al vincitore in occasione del Congresso Nazionale della società.

#### Premio "Gianfranco Menestrina"
Il premio Menestrina è intitolato al dott. Gianfranco Menestrina, biofisico scomparso nel 2004, che è stato responsabile della sede di Trento dell'Istituto di Biofisica del CNR. Il premio viene assegnato ad una tesi di laurea magistrale di argomento biofisico, discussa o depositata presso una Università italiana nel biennio antecedente alla data del Congresso. Le candidature sono valutate da una commissione composta dal consiglio direttivo della SIBPA ed il premio viene assegnato al vincitore in occasione del Congresso Nazionale della società.

#### Premio "Marina Diana Mercurio"
Il premio Mercurio, istituito in collaborazione con l'Associazione Marina Diana Mercurio, è rivolto a scienziati che abbiano ottenuto risultati scientifici seguendo percorsi innovativi e multidisciplinari su temi che abbiano una particolare attenzione all'aspetto umano. Il premio viene assegnato in base al giudizio di una Commissione nominata dal Consiglio Direttivo della SIBPA e composta da alcuni membri del consiglio direttivo affiancati da esperti esterni appartenenti al mondo della ricerca scientifica e accademica e della comunicazione e divulgazione scientifica.